# Figeac
Figeac (også kaldt Fijac) er en by og kommune sydvest i Frankrig. Den er sous-préfecture i departementet Lot i Quercy i Midi-Pyrénées.

## Kultur
Jean-François Champollion blev født i Figeac. Han var den første til at oversætte hieroglyfer. På "Place des écritures" ligger en enorm kopi af Rosettestenen, af Joseph Kosuth. Louis Malles film Lacombe Lucien fra 1974 er filmet i byen.